# Kröselzange
Die Kröselzange ist ein Handwerkzeug in der Glaserei und dient zum Säubern und Korrigieren von Glaskanten.
Sie gehört zu den Glaserzangen, wie auch die Glasbrechzange oder Dreipunkt-Glasbrechzange. Unter Kröseln versteht man das Ab- oder Wegbrechen von Glas. Ob das Glas vorher angeschnitten werden muss, ist abhängig von der Glassorte, der wegzuarbeitenden Form und Größe sowie von dem Werkzeug und dem Handwerkergeschick.
Die Kröselzange, etwa in der Länge um 15 Zentimeter, ist an den Backen ungehärtet oder leicht ölgehärtet, damit ein Abrutschen durch harte Schneiden an der Arbeitskante vermieden wird. Die Griffe werden heute kunststoffüberzogen ummantelt.
Die Kröselzange kann die Form eines 
- Seitenschneiders mit Schneiden oder einer
- Fliesenzange mit kurzen flachen Backen oder einer
- Flachzange mit langen Backen

haben. Unterschiedliche Backenbreiten, Maulbreiten oder Schneidkanten erweitern den Anwendungsbereich. Eine Rückstellfeder ermöglicht in ausgewählten Produkten das selbsttätige Öffnen der Zange.